# All Hits
All Hits er det første opsamlingsalbum fra den britiske pigegruppe All Saints. Det blev udgivet i 2001 efter gruppen var gået i opløsning. Den indeholder også en sang af Melanie Blatt og Artful Dodger kaldet "TwentyFourSeven".

## Spor
| #   | Titel                                                                                          | Album                          | Længde |
| --- | ---------------------------------------------------------------------------------------------- | ------------------------------ | ------ |
| 1.  | "Pure Shores"                                                                                  | Saints & Sinners               | 4:28   |
| 2.  | "Never Ever"                                                                                   | All Saints                     | 6:27   |
| 3.  | "Under the Bridge"                                                                             | All Saints                     | 5:00   |
| 4.  | "Lady Marmalade" ('98 remix)                                                                   | All Saints                     | 4:09   |
| 5.  | "I Know Where It's At" (original mix)                                                          | All Saints                     | 4:54   |
| 6.  | "TwentyFourSeven" (radio version) The Artful Dodger featuring Melanie Blatt                    | Single only                    | 3:48   |
| 7.  | "Black Coffee"                                                                                 | Saints & Sinners               | 4:49   |
| 8.  | "Bootie Call" (single version)                                                                 | All Saints                     | 3:35   |
| 9.  | "All Hooked Up" (single version)                                                               | Saints & Sinners               | 3:49   |
| 10. | "War of Nerves" ('98 Remix)                                                                    | All Saints                     | 4:49   |
| 11. | "Pure Shores" (2 Da Beach U Don't Stop Remix) (hidden bonus tracks: "I Feel You" and "Dreams") | B-side to "Pure Shores" single | 20:06  |
| 12. | "Never Ever" (Booker T Vocal Mix) (Japanese bonus track)                                       | The Remix Album                | 5:44   |

## Hitlister
| Hitliste (2001)               | Højeste placering |
| ----------------------------- | ----------------- |
| Danmark (Album Top-40)        | 32                |
| Tyskland (Media Control)      | 71                |
| Irish Albums (IRMA)           | 38                |
| New Zealand (RIANZ)           | 24                |
| Scottish Albums (OCC)         | 20                |
| Schweiz (Schweizer Hitparade) | 51                |
| UK Albums (OCC)               | 18                |